# Operazione Olive
Operazione Olive (Operation Olive, it. "Oliva") è il nome in codice del piano di attacco a tenaglia alla Linea Gotica ideato dallo stato maggiore del generale Harold Alexander, comandante in capo delle forze armate alleate durante la campagna d'Italia nel corso della seconda guerra mondiale. L'offensiva, nota in Italia come battaglia della Linea Gotica o battaglia degli Appennini, fu caratterizzata da una lunga serie di aspri e sanguinosi combattimenti durati quasi due mesi ed è stata indicata come la "più grande battaglia di mezzi mai combattuta in Italia".
L'obiettivo strategico era quello di sfondare la Linea Gotica, il sistema fortificato creato dai tedeschi lungo l'Appennino tra Apuania e Rimini come ultimo baluardo per impedire l'avanzata degli Alleati in Nord Italia, e conquistare rapidamente l'intera Pianura padana entro la fine del 1944.
Nonostante la netta superiorità di uomini e mezzi alleati e il riuscito superamento delle linee fortificate, il piano ebbe solo parzialmente successo a causa sia della strenua ed efficace difesa attuata dall'esercito tedesco del feldmaresciallo Albert Kesselring sia delle intense piogge che rallentarono l'avanzata dei mezzi meccanici, per cui le forze alleate furono costrette a sospendere le operazioni alla fine del mese di ottobre 1944 (Proclama Alexander), attestandosi su un nuovo fronte ai margini dalla Pianura padana fino alla primavera del 1945.

## Antefatti
Dopo aver sfondato la Linea Gustav, nella primavera del 1944, i generali alleati deviarono le loro forze per prendere Roma, invece di risalire il più velocemente possibile la penisola. Questo diede tempo ai tedeschi di riorganizzare le forze lungo la Linea Gotica, una linea difensiva fortificata che si dispiegava lungo l'Appennino tra Massa-Carrara e Pesaro, la cui costruzione era stata avviata già dal 1943.

## Operazione Olive
La prima fase dell'attacco, preparato nella massima segretezza e con la massima velocità per impedire ai tedeschi adeguati attestamenti difensivi, prevedeva lo sfondamento alla fine di agosto 1944 del settore adriatico della Linea Gotica (settore orientale denominato "Teodorico") da parte dell'8ª Armata, costituita dalle forze del Commonwealth britannico comandate dal generale Oliver Leese: la potente forza d'urto, formata da ingenti forze di terra, di cielo e di mare, secondo i piani di Alexander avrebbe fatto credere al generale Albert Kesselring di essere di fronte al decisivo attacco alla Linea Gotica inducendolo a richiamare truppe tedesche di rinforzo verso l'Adriatico per contenere l'attacco, sguarnendo le difese nell'Appennino centrale e favorendo così il successivo attacco su quel fronte da parte della 5ª Armata, costituita dalle forze americane comandate dal generale Mark Wayne Clark.
La seconda fase prevedeva pochi giorni dopo un pesante attacco da parte della 5ª Armata, da attuarsi su un fronte molto ristretto nel centro dell'Appennino centrale (settore occidentale denominato "Alarico"): l'indebolimento delle forze tedesche avrebbe permesso di neutralizzare le loro difese con successo e incunearsi in profondità, dilagando nella Pianura padana.
La terza e ultima fase prevedeva l'avvio di una manovra a tenaglia da parte delle punte avanzate della 5ª e 8ª armata alleate, che nei piani avrebbe costretto la 10ª Armata tedesca del generale Heinrich von Vietinghoff ad abbandonare la Linea Gotica e ritirarsi oltre la linea del Po per evitare il rischio di accerchiamento, permettendo agli alleati la conquista dell'intera Emilia-Romagna.
Il piano elaborato dal generale Alexander raggiunse solo parzialmente gli obbiettivi sperati, compreso però quello ritenuto simbolicamente più rilevante, la liberazione di Forlì, la Città del Duce. Dopo di che, la spinta alleata lentamente si esaurì fino a bloccarsi con l'arrivo dell'inverno, impedendo l'attuazione della terza fase: la linea del fronte si stabilizzò a pochi chilometri da Bologna e lungo la linea del fiume Senio. Solo la primavera successiva un'offensiva fu scatenata dalle forze alleate con l'ausilio delle formazioni del nuovo esercito italiano.
Il successo dell'Operazione Olive avrebbe consentito alle forze dell'8ª Armata britannica – secondo alcuni storici – di lanciare un successivo attacco verso l'area nord-Adriatica e raggiungere l'area dei Balcani, che il premier inglese Winston Churchill desiderava occupare preventivamente per impedire ai sovietici di ottenere uno sbocco diretto sul Mar Mediterraneo.

## Il fronte adriatico (Teodorico)
La prima fase dell'attacco fu condotta dalle forze dell'8ª Armata alleata contro le forze tedesche della 10ª Armata tra il 25 agosto e il 30 settembre 1944 nell'area collinare posta tra Fano, San Marino e Rimini, con l'obbiettivo da parte degli alleati di sfondare il fronte nel settore adriatico.
Le linee difensive tedesche sul fronte adriatico erano articolate su quattro livelli:
- Linea Rossa: avamposti lungo il fiume Metauro;
- Linea Verde I: linee fortificate prospicienti la valle del fiume Foglia;
- Linea Verde II: attestamenti tra Riccione a Gemmano;
- Linea Gialla: attestamenti a difesa di Rimini.

Sul fronte adriatico dell'offensiva vennero sparati, solo dagli Alleati, 1 470 000 di colpi d'artiglieria.
Sulla città di Rimini furono effettuate 11 510 missioni aeree, di cui 486 nella sola giornata del 18 settembre, e furono distrutti o danneggiati 754 mezzi corazzati.

Secondo una stima tedesca, alla fine della battaglia più dell'80% di Rimini era stata rasa al suolo e migliaia di civili perirono negli scontri e nei bombardamenti (anche a causa degli attacchi precedenti alla Operazione Olive).
(Gen. Leese)

### Attacco alla Linea Rossa
Le truppe alleate dell'8ª Armata erano in azione fin dall'8 agosto e premevano fortemente contro le deboli forze del 76º Panzerkorps tedesco del generale Herr che, pur battendosi con tenacia e abilità, non poté mantenere le posizioni e ripiegò lentamente dietro il Metauro; alcuni reparti tedeschi subirono forti perdite.

Reparti britannici nel settore del fiume Foglia.

L'operazione Olive cominciò effettivamente nel settore britannico del generale Leese il 25 agosto 1944 e colse di sorpresa il feldmaresciallo Kesselring che non si attendeva una grande offensiva nemica e invece temeva un nuovo sbarco alleato nella zona di Genova; al momento dell'attacco i generale von Vietinghoff e Heidrich erano in licenza in Germania. Il feldmaresciallo il 28 agosto, grazie anche al ritrovamento di un proclama del generale Leese, comprese di essere di fronte a una pericolosa offensiva nemica, egli quindi richiamò i due generali e prese le prime misure per rinforzare il fronte adriatico. Nelle sue memorie peraltro il feldmaresciallo Kesselring afferma invece che fin dalla metà del mese di agosto egli era cosciente che gli alleati stavano preparando un'offensiva nel settore adriatico e che era essenziale rinforzare le difese nel settore.
L'8ª Armata ottenne importanti successi nei primi giorni dell'offensiva; l'attacco, preceduto nella notte da un potente sbarramento d'artiglieria effettuato da oltre 1 500 cannoni, venne condotto lungo tre direttrici principali. Nel settore costiero il 2º corpo d'armata polacco del generale Anders attraversò il fiume Metauro e marciò da Fano verso Pesaro; sulla sua sinistra attaccò il I corpo d'armata canadese del generale Burns che raggiunse Saltara e Cartoceto; più a occidente erano schierate le divisioni britanniche e indiane del 5º corpo d'armata del generale Keightley e del 10º Corpo d'armata del generale McCreery che liberarono Montefelcino e Urbino. I tedeschi delle tre divisioni del 76º Panzerkorps del generale Herr dovettero cedere terreno e ripiegarono sulla linea di resistenza principale dietro il fiume Foglia.

### Attacco alla Linea Verde I
Il 30 agosto l'8ª Armata sferrò l'attacco con tre corpi d'armata alla linea del fiume Foglia difesa dalle tre divisioni tedesche del generale Herr, dopo un nuovo massiccio bombardamento d'artiglieria le forze alleate riuscirono a guadagnare terreno soprattutto nel settore della 1ª Divisione canadese del generale Vokes che passò all'attacco nel pomeriggio con il supporto di forti contingenti di carri della 5ª Divisione corazzata del generale Hoffmeister. Mentre alcuni attacchi furono respinti dai paracadutisti tedeschi del 4º reggimento, i canadesi poterono sfruttare un errore tattico dello schieramento nemico che, a causa della prematura ritirata di un reparto della 71ª Divisione fanteria, lasciò quasi sguarnito il settore di Montecchio prima dell'arrivo dei reparti del kampfgruppe Schmal appartenente alla 26ª Panzer-Division. I reparti meccanizzati canadesi alle ore 17.30 avanzarono in profondità a nord del Foglia, occuparono Montecchio e con una brillante manovra attaccarono sul fianco i paracadutisti tedeschi che avevano respinto gli assalti frontali. Mentre i canadesi raggiungevano questo primo risultato, nel settore adriatico anche i polacchi attraversarono il fiume Foglia, che in quel settore era in secca, e marciarono verso Pesaro, mentre aspri combattimenti si accesero sull'ala sinistra dell'8ª Armata dove due brigate della 46ª Divisione britannica del generale Hawkesworth attaccarono Montegridolfo e Mondaino. Le truppe indiane della 4ª Divisione fanteria indiana del generale Halworthy respinsero dopo scontri dall'esito alterno i reggimenti tedeschi della 71ª Divisione del generale Raapke e della 278ª Divisione del generale Hoppe e conquistarono i capisaldi di Monte della Croce e Monte Calvo.
Il 3 settembre avevano travolto tutte le linee di difesa fortificate, poste in territorio marchigiano, raggiungendo la Romagna.

Lungo la Linea II le truppe tedesche si riorganizzarono, opponendo una forte resistenza: da questa fase comincia quella conosciuta anche come battaglia di Rimini.

### Attacco alla Linea Verde II
Tra il 4 e il 6 settembre si svolse la prima battaglia di Coriano dove i canadesi furono bloccati nei pressi di Riccione e Coriano stesso, mentre gli inglesi si bloccarono a Passano e a San Savino. Nel tentativo di aggirare Coriano le truppe britanniche furono fermate nuovamente e duramente a Croce e nella battaglia di Gemmano.

Il 17 settembre i tedeschi ricevettero l'ordine di ritirarsi e gli scontri si spostarono più a nord, dove gli indiani combatterono la disastrosa battaglia di Montecieco. Nonostante le perdite gli indiani sfondarono le linee tedesche a San Marino e nel contempo i canadesi oltrepassarono il colle di Covignano e il fiume Marecchia, presso San Martino in Riparotta, obbligando i tedeschi al ritiro.

Il 21 settembre 1944 le truppe greche, appoggiate dai carri armati neozelandesi, entrarono nella città di Rimini, già distrutta dai bombardamenti aerei .

### Oltre la Linea Gialla
Dopo la liberazione di Rimini la battaglia per il nord Italia continuò finché la 43° Brigata Gurkha non venne decimata a Montebello e a Torriana, nonostante il parziale successo della presa di Santarcangelo.

L'offensiva si concluse di fatto a fine settembre con una vittoria tattica dovuta alla presa del settore di Rimini ma senza che gli obbiettivi strategici della Operazione "Olive" fossero raggiunti.
Per sbloccare la situazione, il corpo dei volontari polacchi si spostò verso nord lungo la valle del Tevere, penetrando in Romagna attraverso l'Appennino forlivese e liberando diverse vallate fino a prendere Predappio, località simbolicamente importante, in quanto luogo di nascita di Benito Mussolini: era il 28 ottobre, data propagandisticamente opportuna, in quanto anniversario della marcia su Roma. Gli inglesi, poi, chiesero alle truppe di Anders di non entrare nell'ormai vicina Forlì, la "Città del Duce", per riservare a sé tale onore. Forlì venne liberata il 9 novembre 1944 dalle truppe alleate britanniche e indiane: ancora una volta, si scelse una data propagandisticamente rilevante, in quanto il 9 novembre ricordava l'anniversario della fondazione del Partito Nazionale Fascista.
Poco dopo, il 13 novembre, venne emanato il Proclama Alexander che proclamava la sostanziale interruzione dell'offensiva su tutti i fronti per il 1944: gli Alleati infatti rimasero nei mesi successivi bloccati sul fiume Senio, nel settore adriatico, e sul Monte Battaglia, nel fronte appenninico.

## La ripresa dell'offensiva
L'offensiva riprese nel marzo/aprile 1945 quando, a seguito di una seconda offensiva alleata lungo il fronte italiano, la Linea Gotica venne definitivamente e completamente sfondata, con il rapido dilagare delle forze alleate nella Pianura padana.